# Южный Каркасон
Южный Каркасо́н (фр. Carcassonne-Sud) — кантон во Франции, находится в регионе Лангедок — Руссильон, департамент Од. Входит в состав округа Каркасон.
Код INSEE кантона — 1132. В кантон Южный Каркасон входит одна коммуна — Каркасон.
Население кантона на 1999 год составляло 8 930 человек.